# Pentecost-Insel
Pentecost (auf Deutsch auch Pfingstinsel) ist eine Insel der Neuen Hebriden und eine der 83 Inseln, die den pazifischen Inselstaat Vanuatu bilden. Sie liegt 190 Kilometer nördlich von der Hauptstadt Port Vila. Pentecost ist 490 km² groß und hat 16.843 Einwohner (Stand: 2009). Das entspricht einer Bevölkerungsdichte von 34 Einwohnern pro Quadratkilometer (km²). Die Pentecost-Insel ist im Französischen als Pentecôte bekannt, auf Bislama heißt sie Pentikos.

## Geographie
Pentecost ist eine recht gebirgige Insel. Eine Gebirgskette erstreckt sich über 60 Kilometer durch die Insel. Der größte Berg ist der Mount Vulmat mit einer Höhe von 947 Meter.
Die größten Dörfer sind (von Norden nach Süden):
- Laone
- Loltong (Verwaltungszentrum)
- Bwatnapne
- Melsisi
- Baravet
- Lonorore
- Hotwata
- Panas
- Wali
- Pangi
- Sala

Verwaltungszentrum der Insel ist Loltong an der nördlichen Westküste.

## Geschichte
Ihren Namen bekam Pentecost von dem französischen Seefahrer Louis Antoine de Bougainville, der die Insel auf seiner Weltreise zu Pfingsten (engl. Pentecost) am 22. Mai 1768 entdeckte.
Später wurden mehrere Missionare nach Pentecost geschickt, um die Bevölkerung zu christianisieren. Allerdings behielten die Einwohner ihre alten Traditionen.

### Traditionen
Die Pentecost-Insel ist berühmt für ihre Lianenspringer, deren Tradition der Ursprung des Bungeespringens ist.

### Sandzeichnungen
Auf den Südseeinseln von Vanuatu wurde auf fast allen Inseln eine unterschiedliche Sprache gesprochen. Die Verständigung wurde früher über Zeichnungen, die in den Sand gemalt wurden, hergestellt. Diese Sandzeichnungen wurden 2003 von der UNESCO als Kulturerbe der Menschheit anerkannt.

## Landwirtschaft

### Getreideanbau
Es gibt keine richtigen Städte auf Pentecost. Die meisten Bewohner leben in kleinen landwirtschaftlichen Dörfern und überleben durch Selbstversorgungswirtschaft. Geerntet werden überwiegend Getreide und Gemüse, Maniok, Yamswurzeln, Bananen, Kumula (süße Kartoffel), Kokosnüsse, Papaya, Zitrusfrüchte, Zuckerrohr, Kakao, Mango, Ananas, Nüsse und vieles mehr.

### Nutztiere
Nutztiere sind Schweine, Rinder und Hühner, die überwiegend zur Nahrungsgewinnung dienen.

## Öffentliche Einrichtungen

### Flugverkehr
Pentecost hat zwei Flugplätze, den Flugplatz Lonorore im Südwesten und den Flugplatz Sara beim Dorf Sara im Norden. Die Landeflächen sind recht klein, es landen nur vier Flugzeuge in der Woche. Dennoch hat Pentecost eine regelmäßige Verbindung zur Außenwelt. Nur einige Dörfer sind wegen Mangel an Gebirgsstraßen oft Monate von der Außenwelt isoliert.

### Schiffsverkehr
Der Schiffsverkehr ist recht gut ausgebaut, im Gegensatz zum Flugverkehr. Das Dorf Pangi hat auch eine Anlegestelle für Kreuzfahrtschiffe, die manchmal dort eine Pause machen.

## Sprachen
Auf der Pentecost-Insel gibt es fünf Sprachen: Raga (wird im Norden von Pentecost gesprochen), Abma oder Apma (wird im zentralen Pentecost gesprochen), Sowa (eine fast ausgestorbene Sprache, die früher im Süden von Pentecost gesprochen wurde), Seke (eine Sprache, die nur noch im Baravet gesprochen wird) und Sa (eine süd-pentecost Sprache). Der Großteil der Bevölkerung spricht zusätzlich auch Englisch.